# Ministère des Relations internationales et de la Francophonie
Le ministère des Relations internationales et de la Francophonie du Québec est responsable de « promouvoir et défendre les intérêts du Québec au niveau international, en s’assurant du respect de ses compétences et de la cohérence de l’action gouvernementale ».

## Historique
En juin 1988, un décret renomme le ministère en ministère des Affaires internationales et lui transfère la gestion du commerce extérieur du ministère du Commerce extérieur et du Développement technologique. La fusion du ministère des Relations internationales et du ministère du Commerce extérieur et du Développement technologique dans le ministère des Affaires internationales est entérinée par la loi 41 votée le 10 novembre 1988.
Lorsque Daniel Johnson succède à Robert Bourassa et forme son gouvernement en janvier 1994, il procède à une réduction sensible du nombre de ministères. Le ministère des Affaires internationales récupère les attributions de celui de l'Immigration et des Communautés culturelles à partir du 11 janvier 1994. La fusion est officialisée par la loi 15 sanctionnée le 17 juin 1994.
Le gouvernement péquiste qui lui succède en septembre 1994 maintient cette structure jusqu'au 3 novembre 1995. À cette date, Louise Harel, alors ministre d'État à la Concertation et de l'Emploi, récupère les attributions liées à l'immigration et aux Communautés culturelles. Bernard Landry devient alors ministre des Affaires internationales.
Le ministère reprend le nom de ministère des Relations internationales en janvier 1996 lors de la formation du Gouvernement Bouchard. La loi constitutive du ministère est mise à jour en juin 1996. La structure du ministère est ensuite maintenue pendant 16 ans.

## Liste des ministres
Les dossiers de ce ministère étaient autrefois gérés par le Ministère des Affaires intergouvernementales ou des Affaires fédérales-provinciales, lesquels s'occupaient déjà des questions de partage de pouvoir entre le fédéral et le provincial, et étaient donc le lieu naturel pour gérer la question des relations internationales propres au Québec et limiter l'intervention du fédéral dans celles-ci. Le ministère a été créé en avril 1967 alors que le poste de ministre existait déjà.

### Ministres titulaires

#### De 1966 à 1984
| Titulaire Parti                              | Titulaire Parti                              | Début                                        | Fin                                          | Cabinet        |
| -------------------------------------------- | -------------------------------------------- | -------------------------------------------- | -------------------------------------------- | -------------- |
| Ministre des Affaires fédérales-provinciales | Ministre des Affaires fédérales-provinciales | Ministre des Affaires fédérales-provinciales | Ministre des Affaires fédérales-provinciales | Johnson (père) |
|                                              | Daniel Johnson (père) Union nationale        | 16 juin 1966                                 | 26 avril 1967                                | Johnson (père) |
| Ministre des Affaires intergouvernementales  |                                              |                                              |                                              | Johnson (père) |
|                                              | Daniel Johnson (père) Union nationale        | 26 avril 1967                                | 2 octobre 1968                               | Johnson (père) |
|                                              | Jean-Jacques Bertrand Union nationale        | 2 octobre 1968                               | 23 juillet 1969                              | Bertrand       |
|                                              | Marcel Masse Union nationale                 | 23 juillet 1969                              | 12 mai 1970                                  | Bertrand       |
|                                              | Gérard D. Levesque Libéral                   | 12 mai 1970                                  | 11 février 1971                              | Bourassa (1)   |
|                                              | Robert Bourassa Libéral                      | 11 février 1971                              | 11 février 1972                              | Bourassa (1)   |
|                                              | Gérard D. Levesque Libéral                   | 11 février 1972                              | 31 juillet 1975                              | Bourassa (1)   |
|                                              | François Cloutier Libéral                    | 31 juillet 1975                              | 12 octobre 1976                              | Bourassa (1)   |
|                                              | Robert Bourassa Libéral                      | 12 octobre 1976                              | 26 novembre 1976                             | Bourassa (1)   |
|                                              | Claude Morin Parti québécois                 | 26 novembre 1976                             | 17 février 1982                              | Lévesque       |
|                                              | Jacques-Yvan Morin Parti québécois           | 17 février 1982                              | 5 mars 1984                                  | Lévesque       |

#### Depuis 1984
| Titulaire Parti                                                                        | Titulaire Parti                                                                        | Début                                                                                  | Fin                                                                                    | Cabinet          |
| -------------------------------------------------------------------------------------- | -------------------------------------------------------------------------------------- | -------------------------------------------------------------------------------------- | -------------------------------------------------------------------------------------- | ---------------- |
| Ministre des Relations internationales                                                 | Ministre des Relations internationales                                                 | Ministre des Relations internationales                                                 | Ministre des Relations internationales                                                 | Lévesque         |
|                                                                                        | Bernard Landry Parti québécois                                                         | 5 mars 1984                                                                            | 3 octobre 1985                                                                         | Lévesque         |
| 3 octobre 1985                                                                         | Bernard Landry Parti québécois                                                         | 16 octobre 1985                                                                        | P.M. Johnson                                                                           |                  |
|                                                                                        | Louise Beaudoin Aucun                                                                  | 16 octobre 1985                                                                        | P.M. Johnson                                                                           | 12 décembre 1985 |
|                                                                                        | Gil Rémillard Libéral                                                                  | 12 décembre 1985                                                                       | 23 juin 1988                                                                           | Bourassa (2)     |
| Ministre des Affaires internationales                                                  |                                                                                        |                                                                                        |                                                                                        | Bourassa (2)     |
|                                                                                        | Paul Gobeil Libéral                                                                    | 23 juin 1988                                                                           | 11 octobre 1989                                                                        | Bourassa (2)     |
|                                                                                        | John Ciaccia Libéral                                                                   | 11 octobre 1989                                                                        | 11 janvier 1994                                                                        | Bourassa (2)     |
| Ministre des Affaires internationales, de l'Immigration et des Communautés culturelles | Ministre des Affaires internationales, de l'Immigration et des Communautés culturelles | Ministre des Affaires internationales, de l'Immigration et des Communautés culturelles | Ministre des Affaires internationales, de l'Immigration et des Communautés culturelles | Johnson (fils)   |
|                                                                                        | John Ciaccia Libéral                                                                   | 11 janvier 1994                                                                        | 26 septembre 1994                                                                      | Johnson (fils)   |
|                                                                                        | Bernard Landry Parti québécois                                                         | 26 septembre 1994                                                                      | 29 janvier 1996                                                                        | Parizeau         |
| Ministre des Relations internationales                                                 | Ministre des Relations internationales                                                 | Ministre des Relations internationales                                                 | Ministre des Relations internationales                                                 | Bouchard         |
|                                                                                        | Sylvain Simard Parti québécois                                                         | 29 janvier 1996                                                                        | 15 décembre 1998                                                                       | Bouchard         |
|                                                                                        | Louise Beaudoin Parti québécois                                                        | 15 décembre 1998                                                                       | 8 mars 2001                                                                            | Bouchard         |
| 8 mars 2001                                                                            | Louise Beaudoin Parti québécois                                                        | 29 avril 2003                                                                          | Landry                                                                                 |                  |
|                                                                                        | Monique Gagnon-Tremblay Libéral                                                        | 29 avril 2003                                                                          | 18 décembre 2008                                                                       | Charest          |
|                                                                                        | Pierre Arcand Libéral                                                                  | 18 décembre 2008                                                                       | 11 août 2010                                                                           | Charest          |
|                                                                                        | Monique Gagnon-Tremblay Libéral                                                        | 11 août 2010                                                                           | 19 septembre 2012                                                                      | Charest          |
| Ministre des Relations internationales, de la Francophonie et du Commerce extérieur    | Ministre des Relations internationales, de la Francophonie et du Commerce extérieur    | Ministre des Relations internationales, de la Francophonie et du Commerce extérieur    | Ministre des Relations internationales, de la Francophonie et du Commerce extérieur    | Marois           |
|                                                                                        | Jean-François Lisée Parti québécois                                                    | 19 septembre 2012                                                                      | 23 avril 2014                                                                          | Marois           |
| Ministre des Relations internationales et de la Francophonie                           | Ministre des Relations internationales et de la Francophonie                           | Ministre des Relations internationales et de la Francophonie                           | Ministre des Relations internationales et de la Francophonie                           | Couillard        |
|                                                                                        | Christine St-Pierre Libéral                                                            | 23 avril 2014                                                                          | 18 octobre 2018                                                                        | Couillard        |
|                                                                                        | Nadine Girault Coalition avenir                                                        | 18 octobre 2018                                                                        | 20 octobre 2022                                                                        | Legault          |
|                                                                                        | Martine Biron Coalition avenir                                                         | 20 octobre 2022                                                                        | En fonction                                                                            | Legault          |

### Ministres délégués ou responsables

#### Volet intergouvernemental
Depuis le 28 janvier 2016 le titre de ministre des Affaires intergouvernementales en vigueur sous diverses formes depuis mai 1970 est abandonné et remplacé par le titre de ministre des Relations canadiennes. Le Secrétariat aux affaires intergouvernementales canadiennes est officiellement renommé Secrétariat du Québec aux Relations Canadiennes (SQRC) en octobre 2017.
| Titulaire Intitulé                       | Titulaire Intitulé | Parti                                    | Début             | Fin               | Cabinet        |
| ---------------------------------------- | --- | ---------------------------------------- | ----------------- | ----------------- | -------------- |
|                                          | Pierre Marc Johnson Ministre délégué aux Affaires intergouvernementales canadiennes | Parti québécois                          | 5 mars 1984       | 3 octobre 1985    | Lévesque       |
| Fonction assumée par le Premier ministre | Fonction assumée par le Premier ministre | Fonction assumée par le Premier ministre | 3 octobre 1985    | 12 décembre 1985  | P.M. Johnson   |
|                                          | Gil Rémillard Ministre délégué aux Affaires intergouvernementales canadiennes | Libéral                                  | 12 décembre 1985  | 11 janvier 1994   | Bourassa (2)   |
| Fonction assumée par le Premier ministre | Fonction assumée par le Premier ministre | Fonction assumée par le Premier ministre | 11 janvier 1994   | 26 septembre 1994 | Johnson (fils) |
|                                          | Louise Beaudoin Ministre déléguée aux Affaires intergouvernementales canadiennes | Parti québécois                          | 26 septembre 1994 | 29 janvier 1996   | Parizeau       |
|                                          | Jacques Brassard Ministre responsable des Affaires intergouvernementales canadiennes | Parti québécois                          | 29 janvier 1996   | 23 septembre 1998 | Bouchard       |
|                                          | Joseph Facal Ministre délégué aux Affaires intergouvernementales canadiennes | Parti québécois                          | 23 septembre 1998 | 8 mars 2001       | Bouchard       |
| 8 mars 2001                              | Joseph Facal Ministre délégué aux Affaires intergouvernementales canadiennes | Parti québécois                          | 30 janvier 2002   | Landry            |                |
|                                          | Jean-Pierre Charbonneau Ministre délégué aux Affaires intergouvernementales canadiennes | Parti québécois                          | 30 janvier 2002   | Landry            | 29 avril 2003  |
|                                          | Benoît Pelletier Ministre délégué aux Affaires intergouvernementales canadiennes et aux Affaires autochtones | Libéral                                  | 29 avril 2003     | 17 mars 2005      | Charest        |
|                                          | Benoît Pelletier Ministre responsable des Affaires intergouvernementales canadiennes, de la Francophonie canadienne, de l'Accord sur le commerce intérieur, de la Réforme des institutions démocratiques et de l'Accès à l'information | Libéral                                  | 17 mars 2005      | 18 décembre 2008  | Charest        |
|                                          | Jacques P. Dupuis Ministre responsable des Affaires intergouvernementales canadiennes et de la Réforme des institutions démocratiques                                                                                                  | Libéral                                  | 18 décembre 2008  | 23 juin 2009      | Charest        |
|                                          | Claude Béchard Ministre responsable des Affaires intergouvernementales canadiennes et de la Réforme des institutions démocratiques | Libéral                                  | 23 juin 2009      | 3 septembre 2010  | Charest        |
|                                          | Nathalie Normandeau Ministre responsable des Affaires intergouvernementales canadiennes et de la Francophonie canadienne | Libéral                                  | 8 septembre 2010  | 2 février 2011    | Charest        |
|                                          | Pierre Moreau Ministre responsable des Affaires intergouvernementales canadiennes et de la Francophonie canadienne | Libéral                                  | 2 février 2011    | 6 septembre 2011  | Charest        |
|                                          | Yvon Vallières Ministre responsable des Affaires intergouvernementales canadiennes et de la Francophonie canadienne | Libéral                                  | 7 septembre 2011  | 19 septembre 2012 | Charest        |
|                                          | Alexandre Cloutier Ministre délégué aux Affaires intergouvernementales canadiennes, à la Francophonie canadienne et à la Gouvernance souverainiste                                                                                     | Parti québécois                          | 19 septembre 2012 | 23 avril 2014     | Marois         |
|                                          | Jean-Marc Fournier Ministre responsable des Affaires intergouvernementales canadiennes et à la Francophonie canadienne | Libéral                                  | 23 avril 2014     | 28 janvier 2016   | Couillard      |
|                                          | Jean-Marc Fournier Ministre responsable des Relations canadiennes et de la Francophonie canadienne | Libéral                                  | 28 janvier 2016   | 18 octobre 2018   | Couillard      |
|                                          | Sonia LeBel Ministre responsable des Relations canadiennes et de la Francophonie canadienne | Coalition avenir                         | 18 octobre 2018   | 20 octobre 2022   | Legault        |
|                                          | Jean-François Roberge Ministre responsable des Relations canadiennes et de la Francophonie canadienne | Coalition avenir                         | 20 octobre 2022   | 28 janvier 2025   | Legault        |
|                                          | Simon Jolin-Barrette Ministre responsable des Relations canadiennes | Coalition avenir                         | 28 janvier 2025   | En fonction       |                |

## Représentations à l'étranger
Le Québec est représenté à l'étranger par 31 représentations dont 8 avec le statut de délégation générale, situées à Bruxelles, Londres, Mexico, New York, Paris, Tokyo, Munich et Dakar. La délégation générale du Québec à Paris s'est vu reconnaître par le gouvernement français le statut d'ambassade.[réf. nécessaire]

## Organismes rattachés au ministère
- Office franco-québécois pour la jeunesse
- Office Québec/Wallonie-Bruxelles pour la jeunesse
- Office Québec-Amériques pour la jeunesse
- Office Québec-Monde pour la jeunesse

## Organismes partenaires
- Conseil franco-québécois de coopération universitaire
- Organisation universitaire interaméricaine
- Fédération France-Québec / francophonie
- Association internationale des études québécoises
- Conférence des Chefs de gouvernement des Régions partenaires